# Château de Montmarin
Pour les articles homonymes, voir Montmarin.
Le château de Montmarin a été construit en 1760 par Aaron Magon du Bosc. Il est situé sur la commune de Pleurtuit en Ille-et-Vilaine, non loin de Saint-Malo.
Cependant, le Montmarin n'est pas conforme au schéma classique de la malouinière : son architecture, avec son corps de logis très haut par rapport au toit côté cour et ses toits en carène renversée côté jardin, ne le rattache pas à cette catégorie d'architecture locale qui est la transposition à la campagne des hôtels de Saint-Malo intra-muros, caractérisés par une façade austère, de hautes cheminées à épaulement, une toiture haute, à forte pente et en croupe.
Le château domine l'estuaire de la Rance.

## Historique
Le château est construit en 1760 par Aaron-Pierre Magon, seigneur du Bosc, demi-frère de René Magon de La Villebague.
Ses jardins à la française du XVIIIe siècle et sa partie romantique, datant de 1885 (réalisée pour la famille Bazin de Jessey), descendent vers l'estuaire par quatre plans de terrasses successives.
Le château fait l’objet d’un classement au titre des monuments historiques depuis juillet 1966 et le parc du château fait l'objet d'un classement depuis mai 1995.
Ses jardins sont classés « Jardin remarquable ».

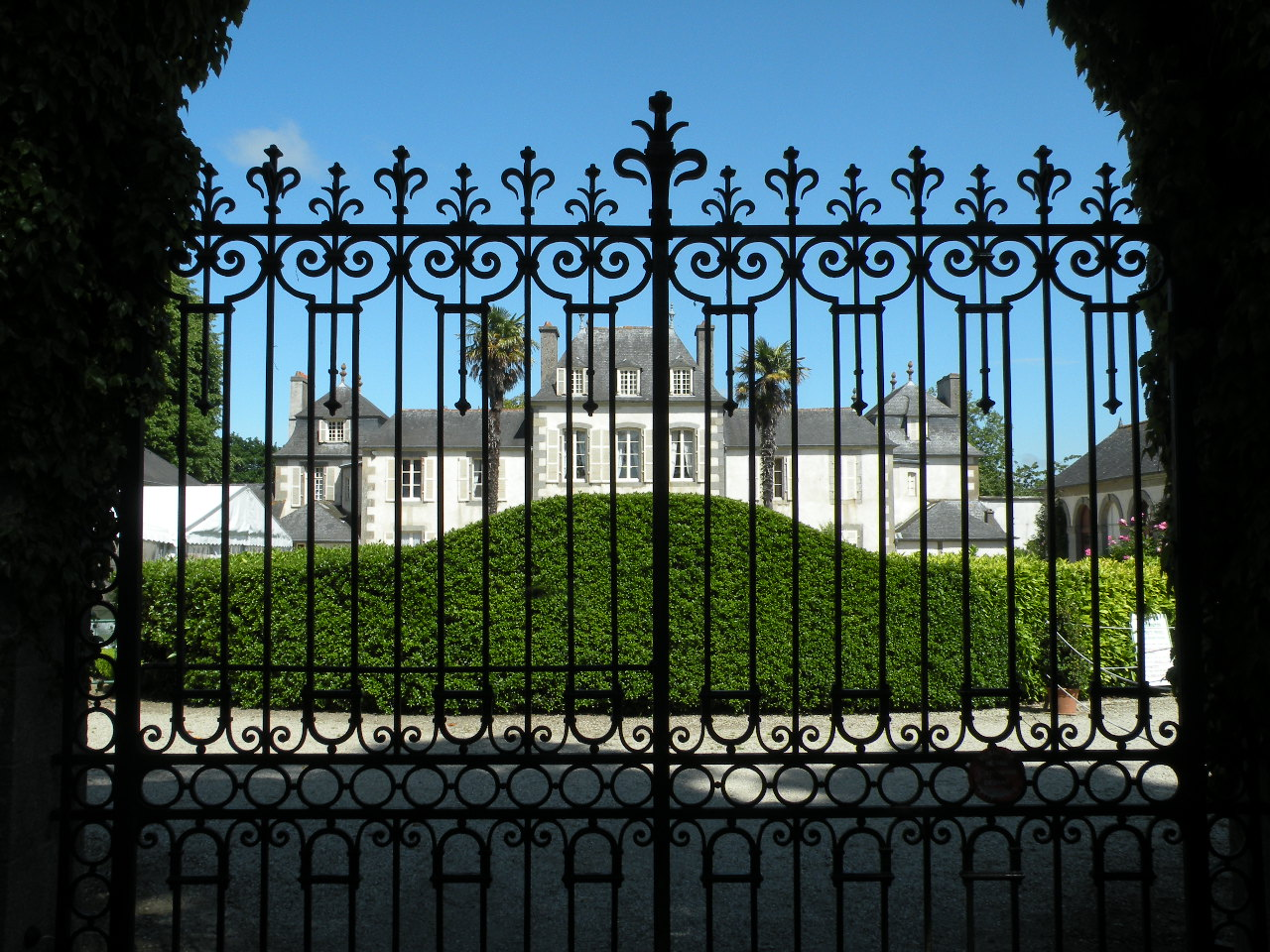
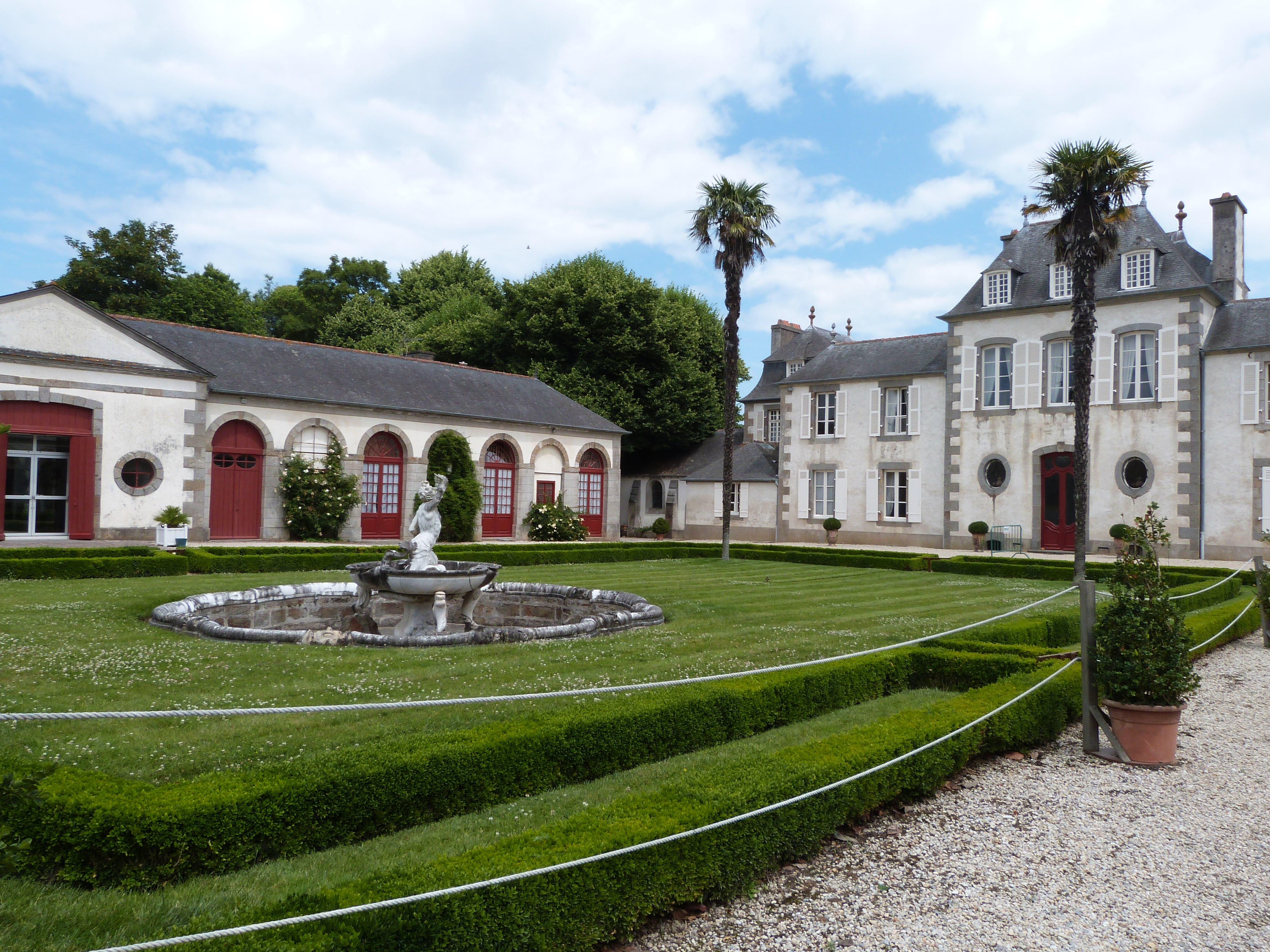
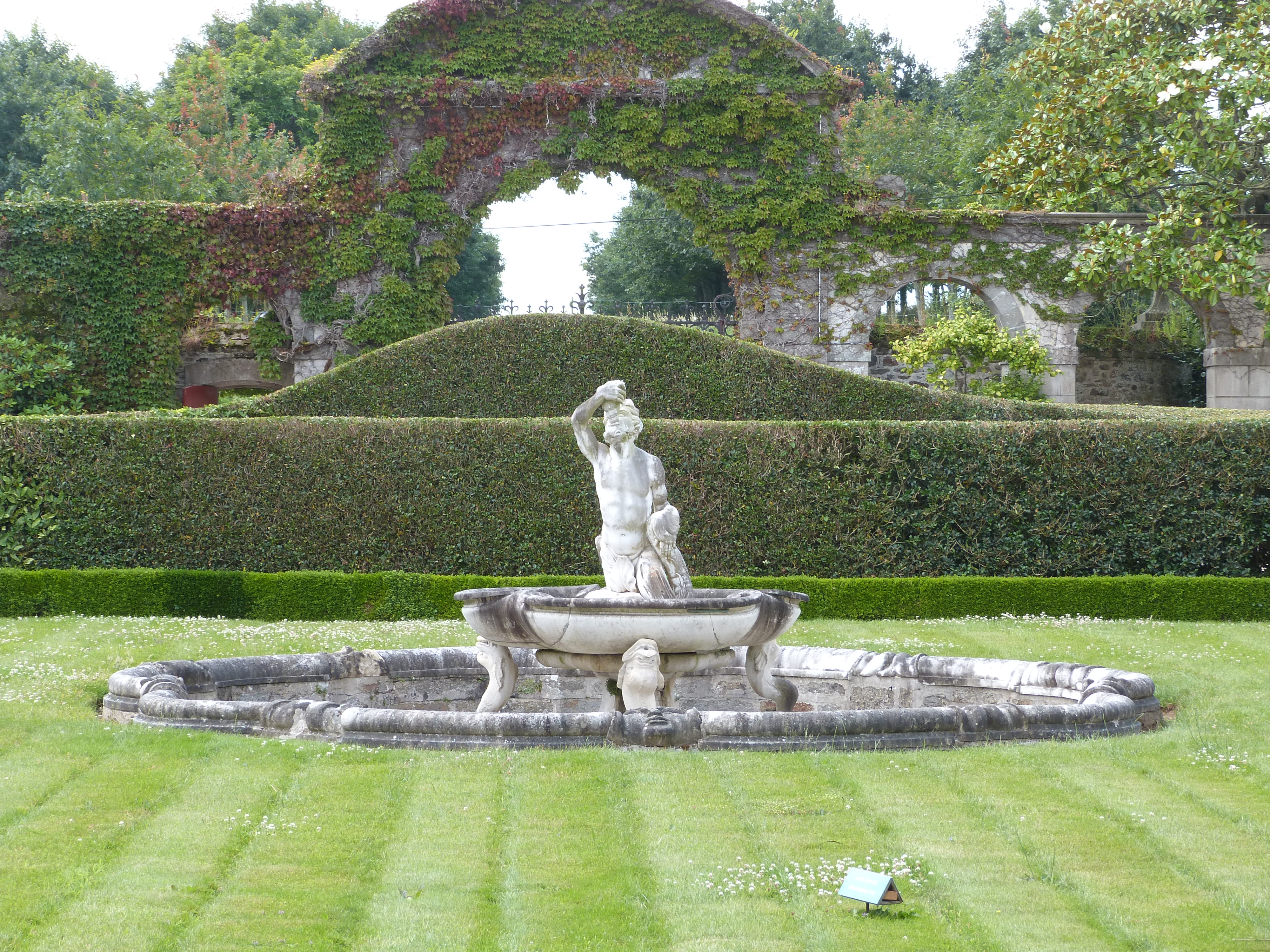
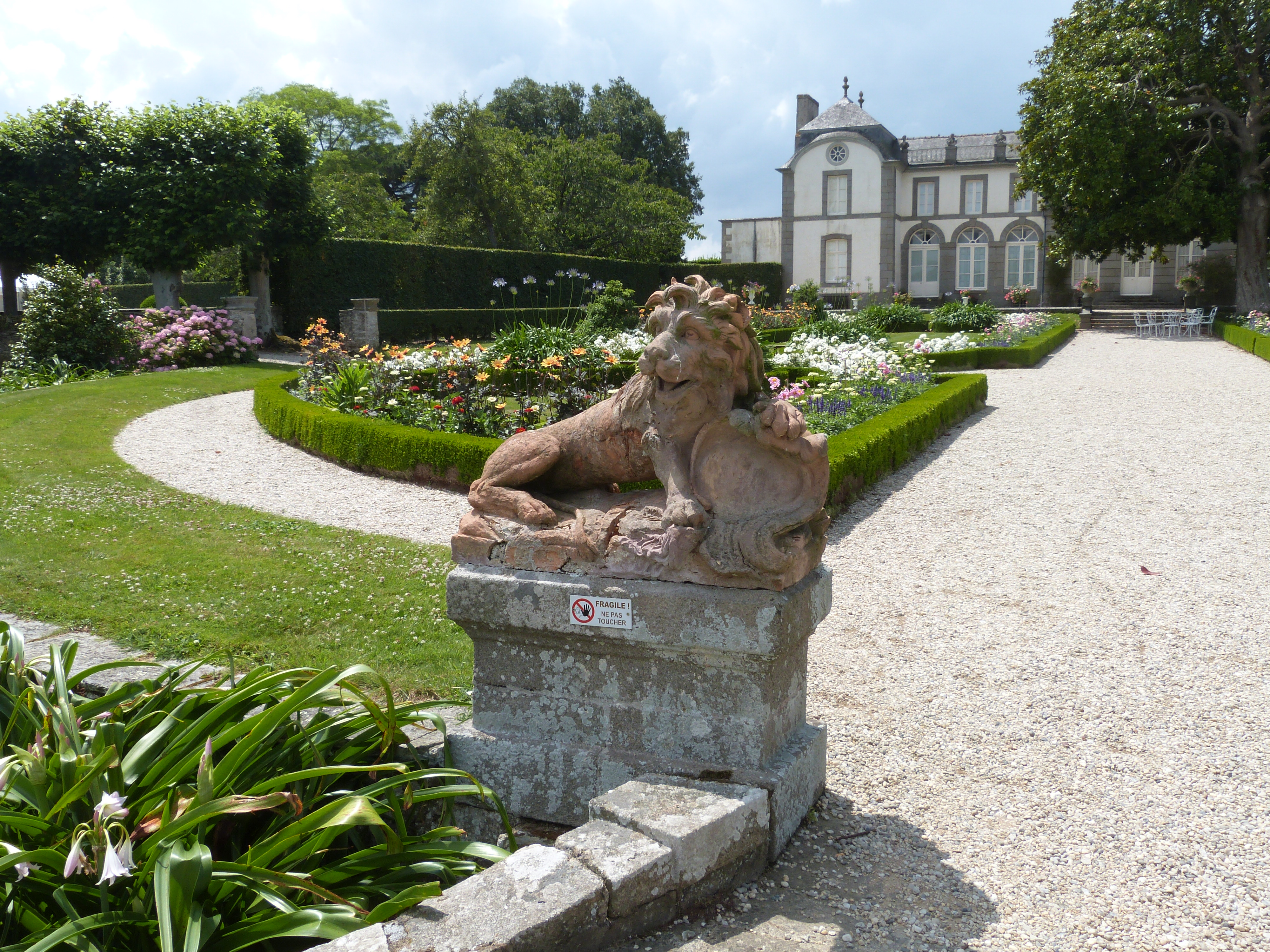
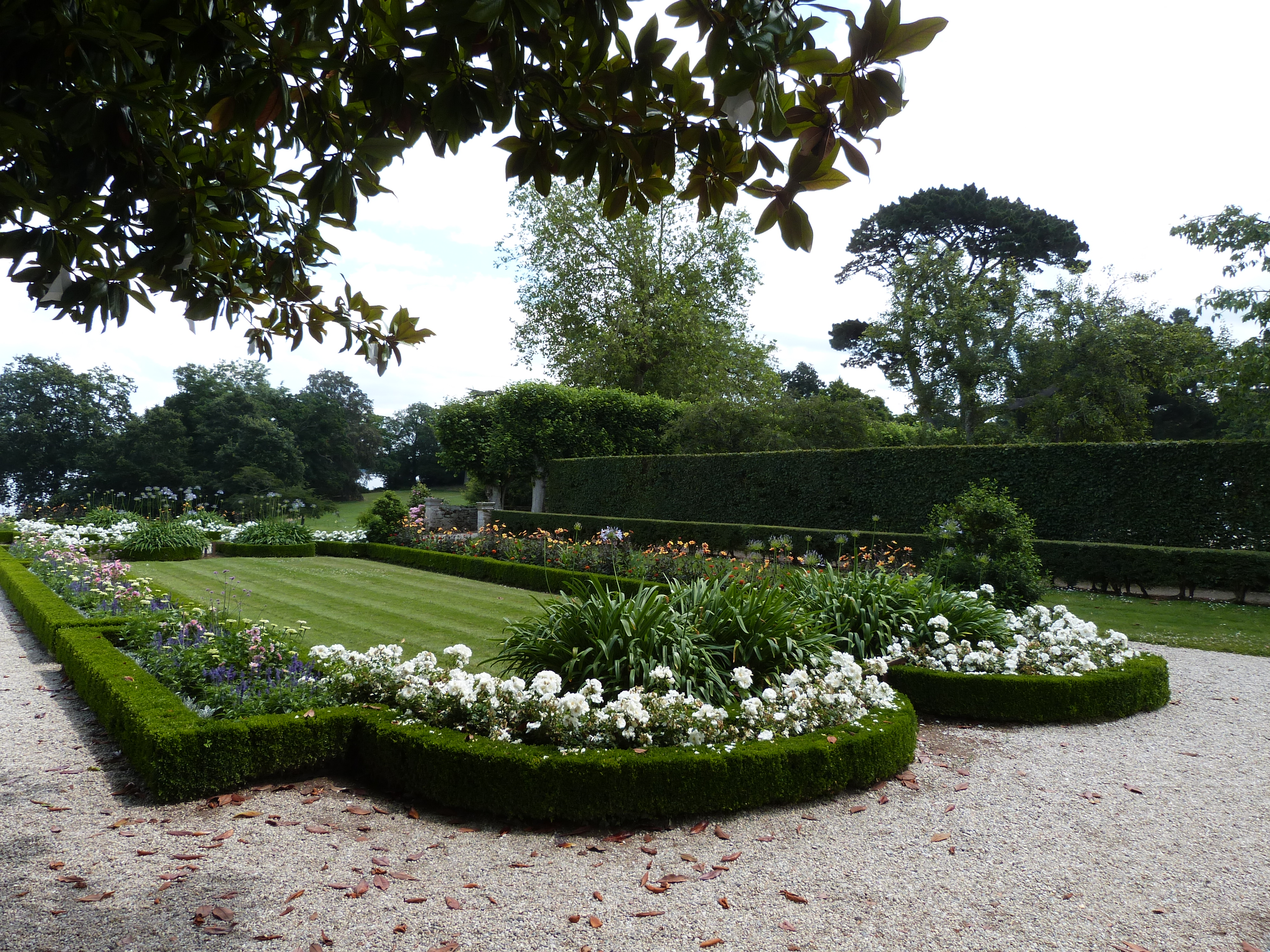
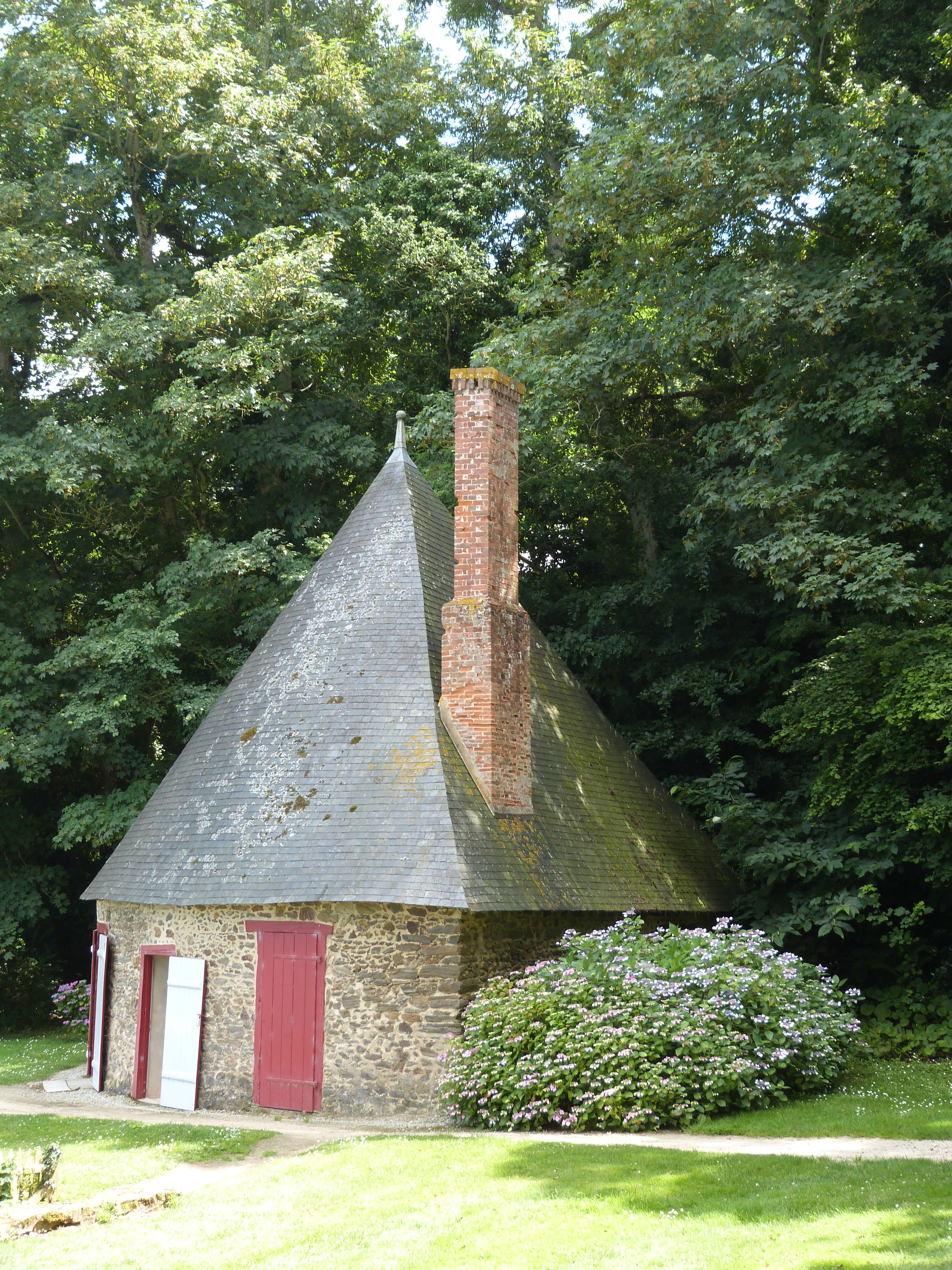
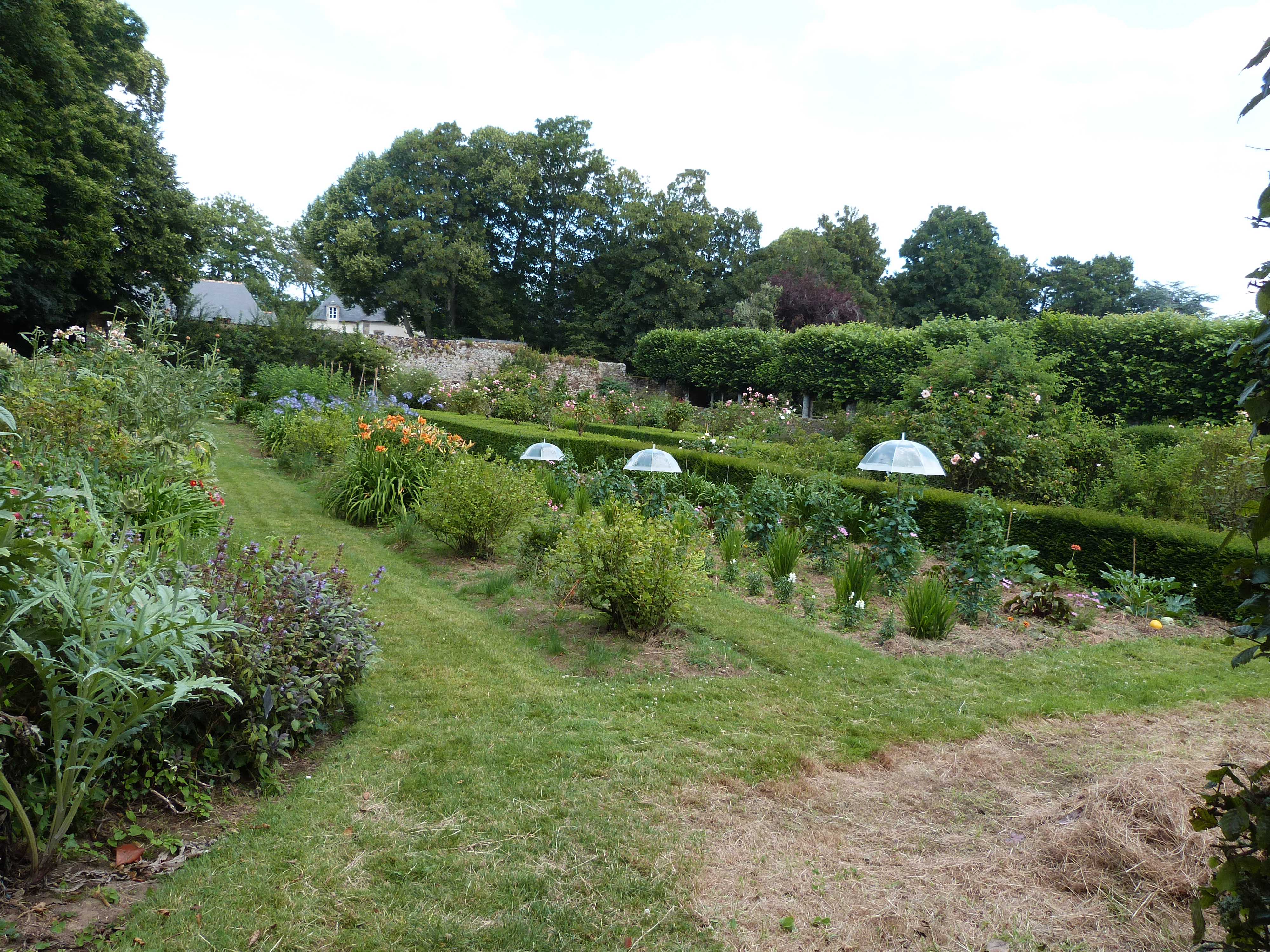
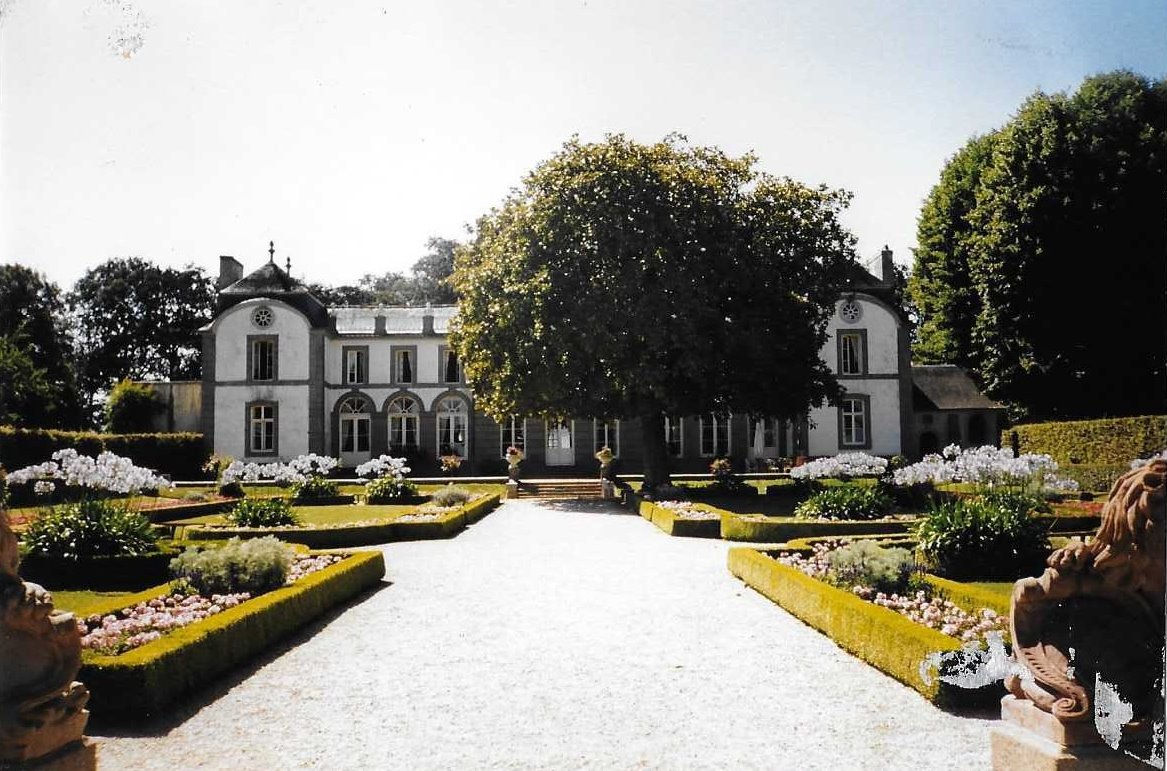
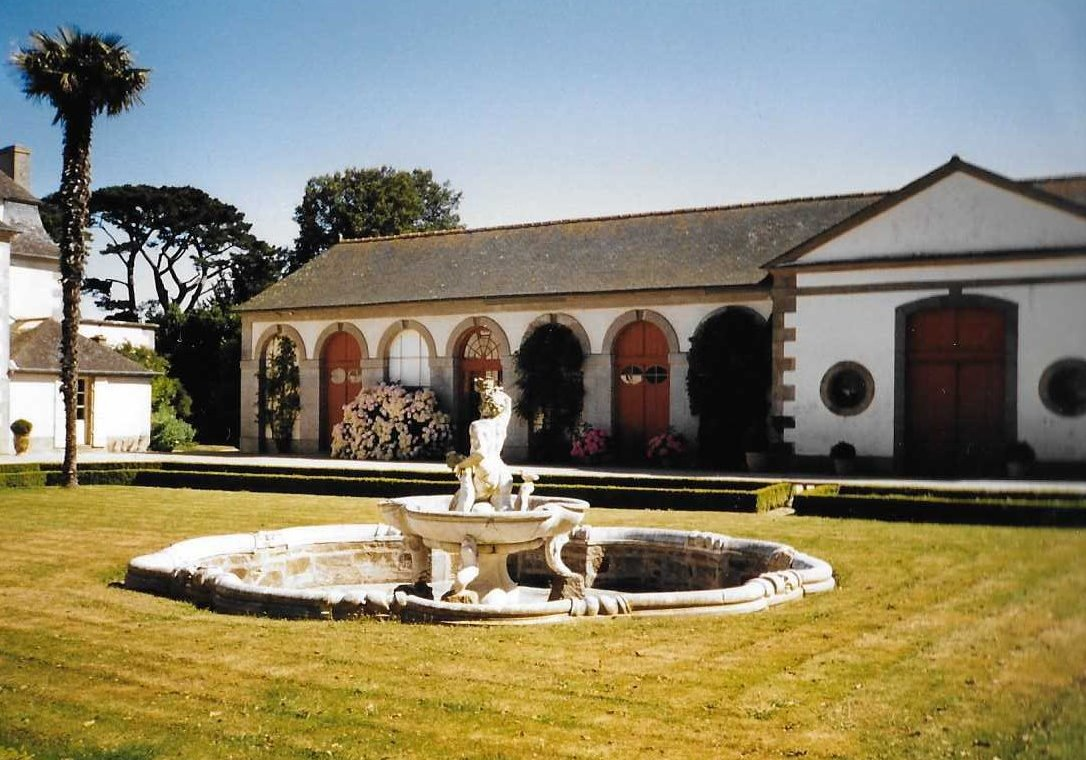
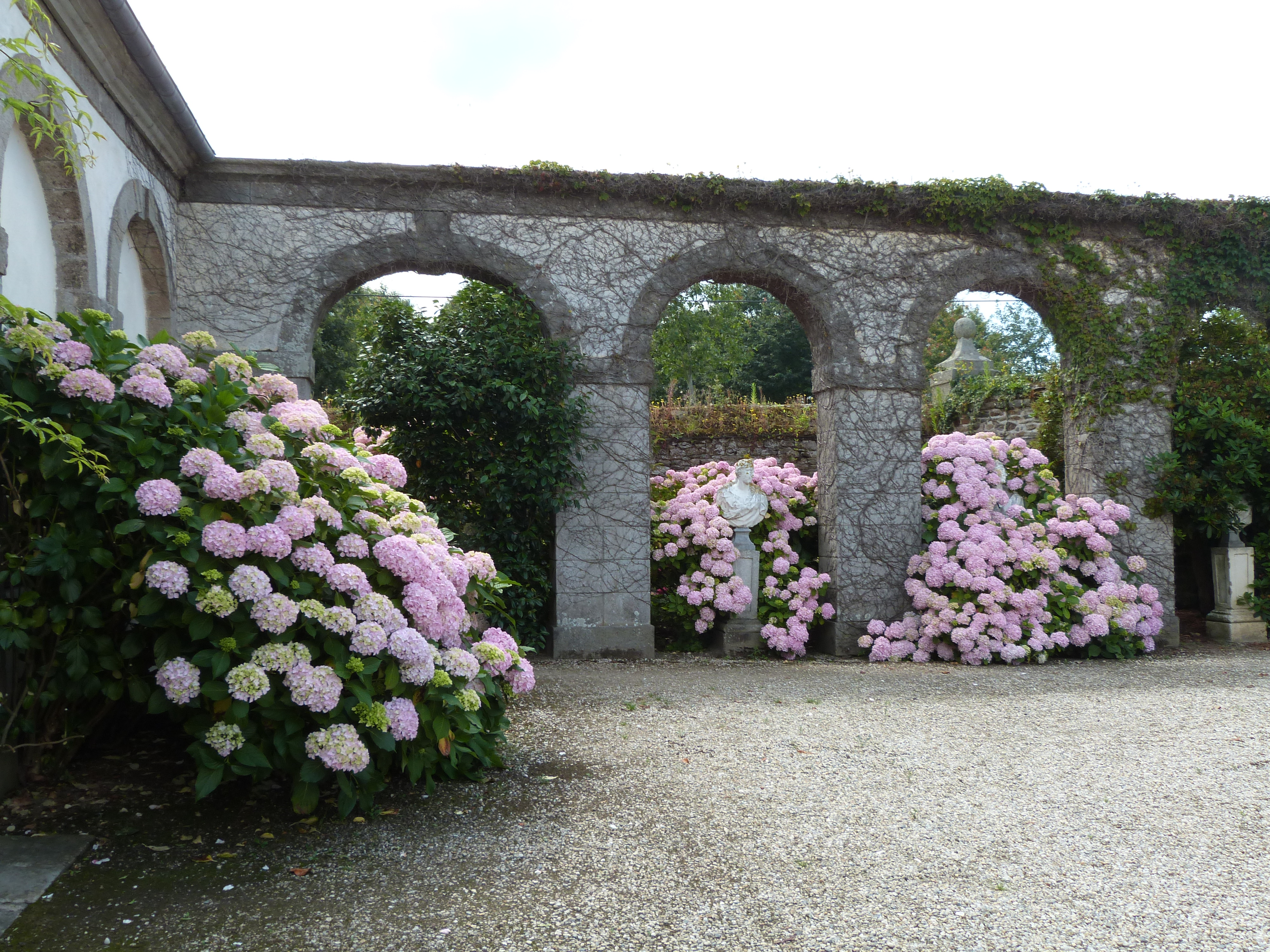
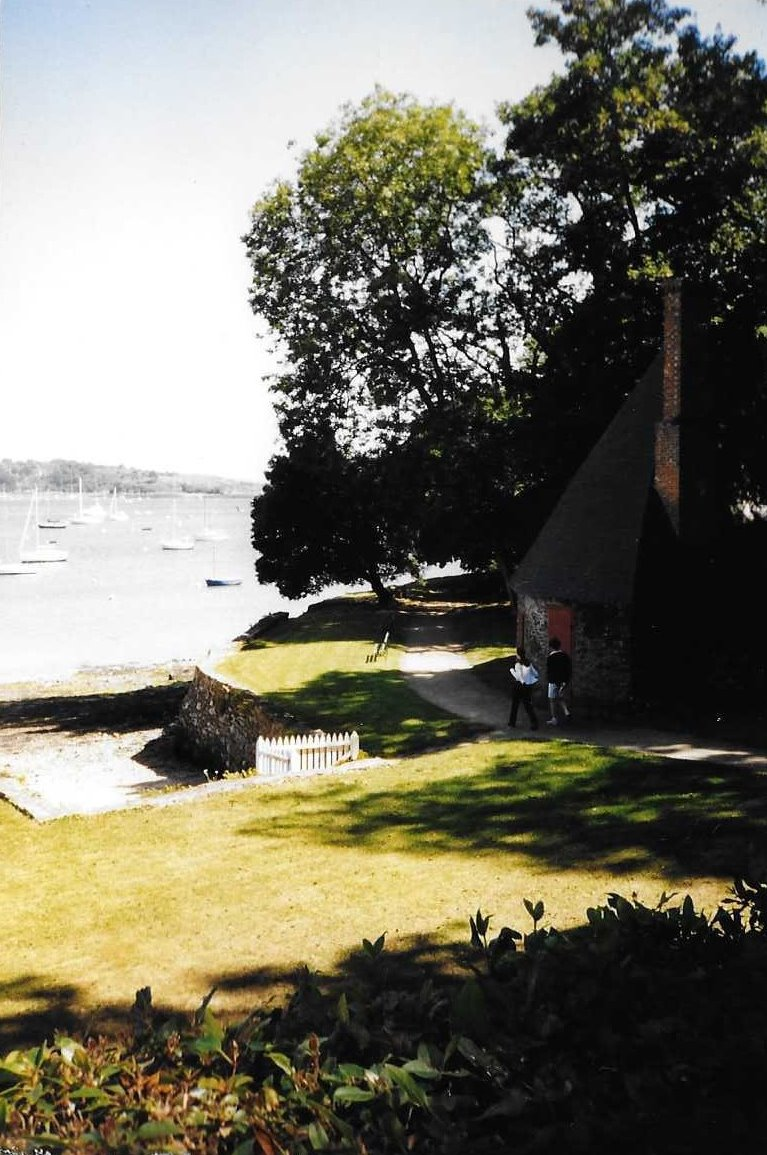